# 国際人材創出支援センター
特定非営利活動法人国際人材創出支援センター（こくさいじんざいそうしゅつしえんせんたー　Centre for International Capacity Building、略称：ICB）は、東京都杉並区に所在する特定非営利活動法人であり、主な活動としてグローバル人材支援、コーチング、講演会、模擬授業の主催を目的とする。

## 歴史
2010年11月グローバルに活躍したいと思っている若手世代の応援、国際的に活躍した人材が蓄積している貴重な経験・ノウハウを世代間で継承・共有を推進するために設立された。

## 事業内容
- 講演会

グローバルに活躍している人やその意欲のある人が有識者・専門家等の視座や知見に触れることにより、自らの視野を広げて思考するヒントを得たり、実務的な国際交渉や対外発信のノウハウやプレゼンス発揮のコツを学ぶなどして、自らが目指すグローバル人としての具体的ロールモデルイメージできるようにし、各自の目標をより明確かつ身近に感じるようにすることを目的とする。第1回目の講演者は外務大臣、サントリー常務取締役などを歴任した川口順子。
- シンポジウム

特定のテーマを取り上げ、複数の視点から議論するダイナミズムに浸り、自らもかき回す主体となることでテーマに関する理解を深めたり、新たな知見を得ることを目的とする。
- コーチング

国際交渉や会議で主張し、あるいはプレゼンテーションなどを行うために必要となる技術的ノウハウを提供する。
- 知の磁場

グローバル化した時代に「そこにある環境や制度」の下で受け身的に「対応」するだけではなく、健全な価値観や歴史観にもとづくぶれない視座をもち、自ら国際的ネットワークの一員となり新しい世界のルールメイキングの意思決定過程に関与していくことを志す人々のための「場」を提供する。

## 理事
- 松平恒和　KDDI元常務取締役国際本部長、ITU-SG3元議長、日本英語交流連盟理事、德川記念財団評議員、東京慈恵会理事
- 安部由紀子　北九州市立大学准教授、日本出版学会理事、日本CLIL教育学会運営委員、The East-West Center Tokyo Chapter副会長
- 柏木茂雄　慶應義塾大学元特別招聘教授、国際通貨基金元理事
- 河合美宏　金融庁参与、東京大学公共政策大学院特命教授、京都大学経営管理大学院特命教授
- 中野貴元　全国経理教育協会専務理事兼事務局長、神奈川大学非常勤講師、中小企業会計学会元事務局長
- 横手仁美　セカンドハーベスト・ジャパンCEO、The East-West Center Tokyo Chapterk会長、日本基督教団成宗教会長老
- 松下泰　事務局長

## 元理事
- 石田直裕　パラグアイ元特命全権大使。2023年死去。

## 監事
- 津川清一　KDDI元技術開発本部標準化推進室担当部長、ITU-SG3元議長

## 常任幹事
- 石川隆英
- 柏木友秀
- 河合朋奈
- 山口里子